# 黄诗燕
黄诗燕（1964年7月—2019年11月29日），男，湖南攸县人，中华人民共和国政治人物。曾担任株洲市政协副主席、中共炎陵县委书记。是中共湖南省第10届、11届代表大会代表，中共株洲市第10届、11届、12届代表大会代表，株洲市第14届、15届人大代表，株洲市第9届政协委员。

## 生平
1964年7月，黄诗燕出生在湖南省攸县鸭塘铺黄泥塘（今属攸县江桥街道）。1980年，黄诗燕进入湘潭地区农业学校农学专业学习，1983年毕业后回到攸县，任中共莲塘坳乡党委秘书。1984年10月加入中国共产党。同月任中共攸县县委办干事、秘书组副组长，1991年3月任中共攸县县委办副主任。1994年3月下放地方，任中共攸县城关镇党委副书记、镇长。
1995年12月调任茶陵县人民法院党组书记、代院长，1996年转正。2000年11月任中共株洲市委政研室副主任，2003年8月转任中共株洲市委副秘书长，次年12月转任中共株洲市委宣传部副部长，株洲日报社社长、总编辑。2009年11月，黄诗燕任中共株洲市委副秘书长、市委办主任、市委政研室主任。
2011年6月，黄诗燕回到炎陵县，出任中共炎陵县委书记，在任期间，他带领当地民众脱贫攻坚，走遍了炎陵县120个村庄、3900余户贫困户的住家。2017年1月，当选为株洲市政协副主席，并继续兼任中共炎陵县委书记。2019年11月29日下午，黄诗燕在工作期间因心脏病去世，享年55岁。

## 荣誉
2020年1月13日，中共湖南省委追授其“湖南省优秀共产党员”称号。
2020年10月，人力资源和社会保障部、国务院扶贫办追授其“全国脱贫攻坚模范”。
2020年11月18日，中宣部追授其“时代楷模”称号。
2021年2月25日，中共中央、国务院追授其“全国脱贫攻坚先进个人”称号。2021年6月28日，中共中央追授其“全国优秀共产党员”称号。
2021年11月5日，第八届全国道德模范“全国敬业奉献模范”称号。